# Арноя (Португалия)
Арно́я (порт. Arnóia) — район (фрегезия) в Португалии, входит в округ Брага. Является составной частью муниципалитета Селорику-ди-Башту. По старому административному делению входил в провинцию Минью. Входит в экономико-статистический субрегион Аве, который входит в Северный регион. Население составляет 1919 человек на 2001 год. Занимает площадь 21,93 км².